# Sayonara crawl
Sayonara crawl (さよならクロール?, Sayonara kurōru) è il 31° singolo del gruppo di idol giapponesi AKB48, pubblicato nel maggio 2013.

## Tracce

### Tipo A
1. Sayonara crawl (さよならクロール) – 4:57
2. Bara no kajitsu (バラの果実) – 4:29 – Under Girls
3. Ikiru koto (イキルコト) – 3:59 – Team A
4. Sayonara crawl (instrumental) (さよならクロール off vocal ver.) – 4:56
5. Bara no kajitsu (instrumental) (バラの果実 off vocal ver.) – 4:28
6. Ikiru koto (instrumental) (イキルコト off vocal ver.) – 3:58

DVD
1. Sayonara crawl (music video) (さよならクロール Music Video)
2. Sayonara crawl (music video "swimsuit ver.") (さよならクロール Music Video 〜水着ver.〜)
3. Bara no kajitsu (music video) (バラの果実 Music Video)
4. Ikiru koto (music video) (イキルコト Music Video)
5. Making of "Sayonara crawl" music video (part I) (Making of さよならクロール Music Video（前編）)
6. Bonus Type A Tekken Para Para Manga "So Long! (特典映像 Type A『鉄拳パラパラ漫画 〜So long !〜』)

### Tipo K
CD
1. How Come? (How come ?) – 4:10 – Team K

1. How Come? (instrumental) (How come ? off vocal ver.) – 4:08

DVD
1. How Come? (music video) (How come ? Music Video)
2. Making of "Sayonara crawl" music video (part II) (Making of さよならクロール Music Video（前編）)
3. Bonus Type K Tekken Para Para Manga "Yume no Kawa" (特典映像 Type K『鉄拳パラパラ漫画 〜夢の河〜』)

### Tipo B
CD
1. Romance kenjū (ロマンス拳銃) – 3:50 – Team B
2. Hasute to Wasute (ハステとワステ) – 4:07 – BKA48

1. Romance kenjū (instrumental) (ロマンス拳銃 off vocal ver.) – 3:50
2. Hasute to Wasute (instrumental) (ハステとワステ off vocal ver.) – 4:04

DVD
1. Romance kenjū (music video) (ロマンス拳銃 Music Video)
2. Bonus Type B Tekken Para Para Manga "First Rabbit" (特典映像 Type B『鉄拳パラパラ漫画 〜ファースト・ラビット〜』)